# Ferrocarril de Utrillas
El ferrocarril de Utrillas fue una línea férrea española de carácter eminentemente minero que transitaba por las provincias de Teruel y Zaragoza. La infraestructura estuvo operativa entre 1904 y 1966, estando ligada a las minas de Utrillas. La línea era de ancho métrico (1000 mm) y tenía una longitud de unos 127 kilómetros. Tras su clausura las vías y buena parte de las infraestructuras han sido desmanteladas, si bien otras se han preservado, caso de la estación de Utrillas en Zaragoza. En la actualidad una pequeña sección del antiguo ferrocarril se mantiene en uso con fines turísticos. 

## Historia
En el año 1900 se constituyó la sociedad anónima Minas y Ferrocarriles de Utrillas (MFU) con el objetivo de poner en explotación las grandes reservas de lignitos que había en la zona de Utrillas, en la provincia de Teruel. Para ello se preveía construir un trazado ferroviario, mediante el cual dar salida al mineral extraído. El 19 de octubre de 1901 la empresa recibió una concesión del Estado para construir la línea, que iría desde Utrillas a Zaragoza y tendría ancho métrico. Se iniciaron entonces los estudios de trazado y los primeros trabajos, optándose por una ruta lo más económica posible. En Zaragoza la MFU adquirió la estación de Cappa, convirtiéndola en terminal de su línea férrea.
La línea férrea fue inaugurada en septiembre de 1904, tras lo cual se inició el transporte de carbón hacia Zaragoza. En la capital maña se estableció un ramal enlace para permitir el intercambio de mercancías con los trenes de ancho ibérico de la compañía MZA. Por su parte, en Utrillas un ramal de 600 mm de ancho enlazaba la estación de ferrocarril con las minas. Si en 1904 el ferrocarril movió unas 70.000 toneladas de lignito, debido a la baja producción minera, para 1918 el tráfico mineral había aumentado hasta las 196.000 toneladas. Aunque el movimiento de minerales y mercancías suponían el grueso de la actividad ferroviaria, se estableció un servicio de viajeros que contaba con parada en las poblaciones que atravesaba la línea. Durante el transcurso de la Guerra Civil el trazado quedó dividido entre los dos contendientes y sufrió diversos daños. Para mediados de la década de 1950 la explotación ferroviaria empezaba a ser claramente deficitaria, lo que llevaría a la empresa propietaria a desentenderse de línea. En 1963 el Estado se hizo cargo de la explotación, si bien la situación no mejoró durante los siguientes años. El 31 de marzo de 1966 se suspendió el tráfico ferroviario, aunque el último tren había circulado el 15 de enero de ese año. Tras la clausura de la línea, las vías fueron levantadas y muchas instalaciones fueron desmanteladas o abandonadas. 

## Trazado y características

### Estaciones

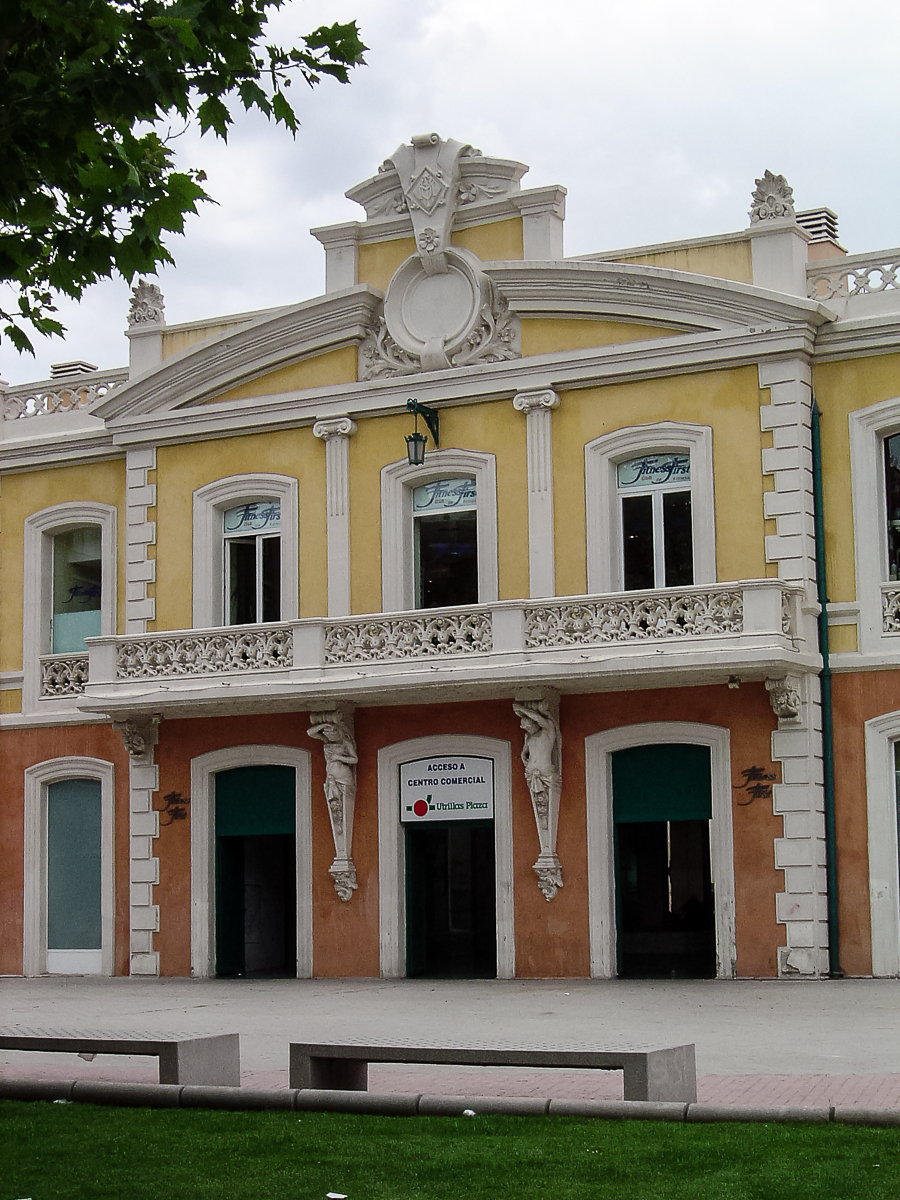
Antigua estación de Utrillas, Zaragoza

| PKm     | Estación                                         | Características                                                     |
| ------- | ------------------------------------------------ | ------------------------------------------------------------------- |
| 0,000   | Utrillas-Montalbán                               | Ubicación de lavaderos y depósito de locomotoras                    |
| 5,025   | Martín del Río                                   | Apartadero y ubicación de cargadero                                 |
| 9,448   | Vivel del Río                                    | Ubicación de aguada                                                 |
| 18,085  | Segura de los Baños                              | Apartadero y ubicación de cargadero                                 |
| 21,217  | Minas de Segura                                  | Apartadero y ubicación de cargadero                                 |
| 27,932  | Maicas                                           | Ubicación de cargadero                                              |
| 32,688  | Plou                                             | Ubicación de aguada y placa                                         |
| 38,897  | Muniesa                                          | Ubicación de aguada                                                 |
| 51,867  | Ventas de Muniesa                                | Apeadero, ubicación de aguada y placa                               |
| 63,554  | Lécera                                           | Ubicación de muelle cubierto                                        |
| 73,794  | Belchite                                         | Ubicación de dos aguadas, cocherón, aljibe y dormitorios            |
| 77,341  | Nuestra Señora de Pueyo                          | Apartadero y ubicación de cargadero                                 |
| 81,292  | Azuara                                           | Ubicación de aljibe                                                 |
| 85,821  | La Puebla de Albortón                            | Ubicación de aljibe y muelle para granos                            |
| 91,273  | La Princesa                                      | Apartadero, ubicación de aljibe y aguada                            |
| 93,249  | Valdescalera                                     | Apartadero y cargadero                                              |
| 98,038  | Valmadrid                                        |                                                                     |
| 106,507 | Torrecilla de Valmadrid                          | Ubicación de aguada                                                 |
| 111,858 | Santa Engracia                                   | Apartadero                                                          |
| 115,388 | Valdevacas                                       | Apartadero de Cementos Portland y de la Fábrica de Briquetas de MFU |
| 125,376 | Zaragoza                                         |                                                                     |
| 127,000 | Enlace de la terminal de Zaragoza con Miraflores | Único enlace con la vía ancha de MZA y apartadero de Gyesa          |